# Дентофобія
Дентофобія (або одонтофобія) — це нормальна емоційна реакція на один або кілька специфічних загрозливих стимулів у стоматологічній ситуації. Однак стоматологічна тривога свідчить про стан побоювань, що щось жахливе трапиться у зв'язку з лікуванням зубів, і це зазвичай поєднується з відчуттям втрати контролю. Подібним чином дентальна фобія вказує на серйозний тип стоматологічної тривоги та характеризується вираженою та постійною тривогою щодо чітко помітних ситуацій чи об'єктів (наприклад, свердління, ін'єкції місцевої анестезії) або стоматологічної обстановки в цілому. Термін «стоматологічний страх і тривога» часто використовується для позначення сильних негативних почуттів, пов'язаних із лікуванням зубів серед дітей, підлітків і дорослих, незалежно від того, відповідають чи ні критерії діагнозу дентальна фобія. Стоматологічна фобія може включати страх перед стоматологічними процедурами, стоматологічним середовищем або обстановкою, страх перед стоматологічними інструментами або страх перед стоматологом як людиною. Люди з стоматологічною фобією часто уникають стоматолога та нехтують здоров'ям порожнини рота, що може призвести до хворобливих проблем із зубами та зрештою змусити відвідати стоматолога. Екстрений характер цього призначення може сприяти погіршенню фобії. Це явище також можна назвати циклом стоматологічного страху. Стоматологічна тривога зазвичай починається в дитинстві.
За статистикою, кожен третій має страх перед відвідуванням стоматолога, тобто третина людства боїться стоматологів. Основні реакції стоматологічного страху можна поділити на кілька груп:
Емоційна реакція
- Відчуття страху
- Почуття тривоги
- Побоювання
- Паніка

Фізіологічна реакція
- Прискорене серцебиття
- Задишка
- Пітливість
- Нудота
- Тремтіння

Когнітивна реакція
- «Мені не подобається це почуття…»
- «Я задихаюсь»
- «У мене серцевий напад»
- «Я помру»
- «Відчуття опухлого обличчя»
- «Я не можу дихати»

Поведінкова реакція
- Занепокоєння
- Висока пильність